# José Rodríguez Carracido
José Rodríguez Carracido (Santiago de Compostela, 21 de mayo de 1856 - Madrid, 3 de enero de 1928) fue un senador, farmacéutico y bioquímico español, pionero de la Bioquímica en España.

## Biografía

### Formación
Carracido nació en Santiago de Compostela. Su padre era barbero. De niño tuvo un conjunto de deficiencias psicomotoras y un muy notorio tartamudeo. El método que usó para corregir su tartamudeo fue el mismo que Demóstenes, colocándose piedras en la boca. En 1871 termina el bachillerato y en 1874 se licencia en farmacia obteniendo el premio extraordinario. En octubre de 1874 llega a Madrid para realizar sus estudios de doctorado. En 1875 defiende su tesis doctoral de título "Teorías de la fermentación". En 1876 ingresa en el Ateneo de Madrid.

### Militar (1874-1880)
Inmediatamente después se presenta a las oposiciones de farmacéutico militar y obtiene el número uno. Su primer destino fue el laboratorio Central de Medicamentos de Madrid, pero fue enviado en comisión de servicios a Tafalla (Navarra). Allí entabló amistad con un guerrillero llamado Tirso Lacalle, apodado "el cojo de Cirauqui". Según cuentan sus biógrafos, Tirso Lacalle le llegó a ofrecer un acta de Diputado a Cortes por Navarra, dando señal de la amistad que hubo entre ambos. Tras permanecer un tiempo en la ciudad cercana de Olite, se trasladó de nuevo a Madrid.
Permaneció en el Ejército hasta 1880, año en el que pidió la baja voluntaria por haber sido destinado al Peñón de Vélez de la Gomera, probablemente por algún desacuerdo con sus superiores.

### Catedrático

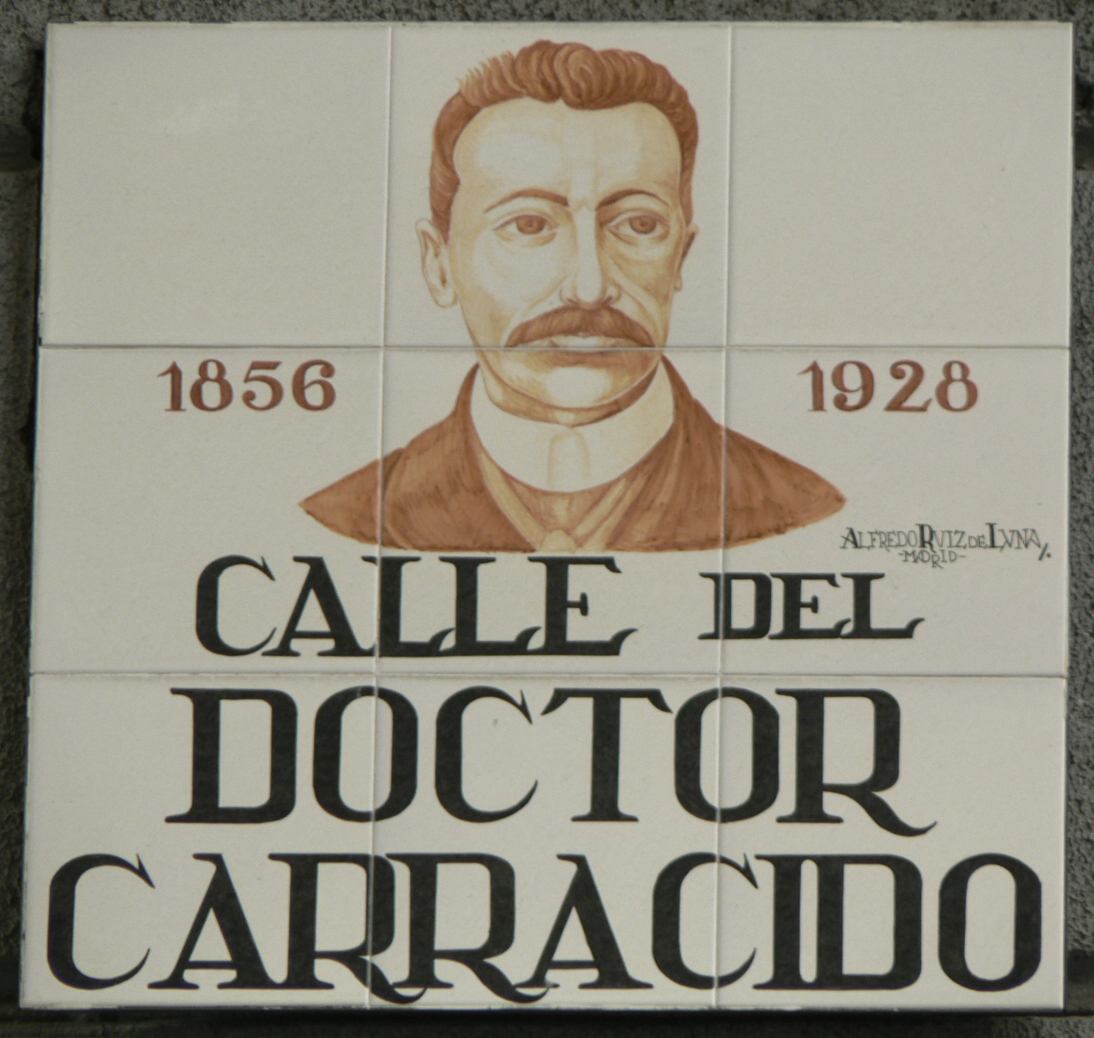
Calle dedicada al Dr. Carracido en Madrid.

Obtuvo la cátedra de química orgánica aplicada en la Facultad de Farmacia de Madrid en 1881. Fue catedrático de esta disciplina desde 1881 a 1898, fecha en la que obtiene la cátedra de química biológica e Historia crítica de la misma facultad, que desempeñaría hasta 1926. Es decir, Carracido fue el primer catedrático de Bioquímica de España.

### Autoridad universitaria

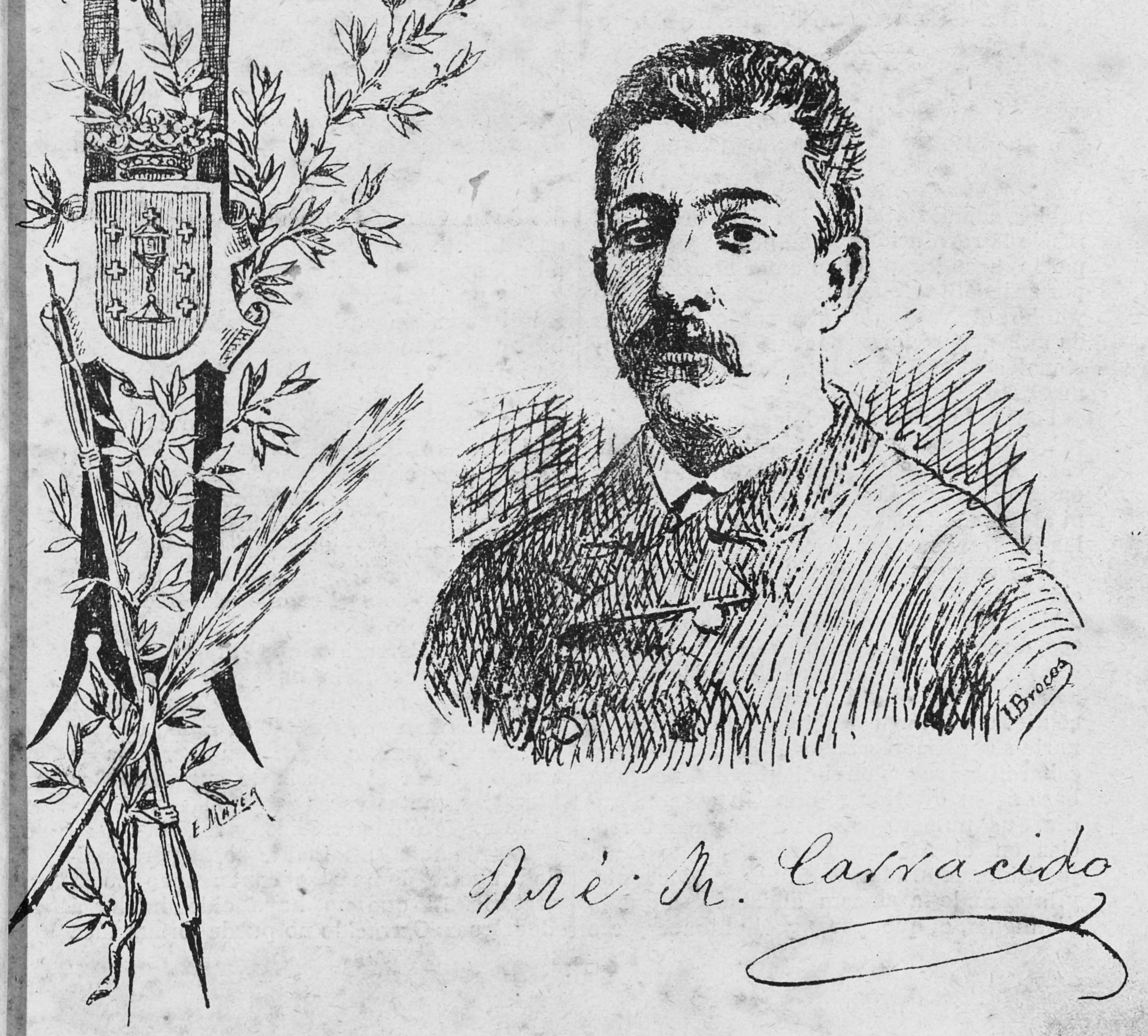
Jose Rodriguez Carracido, por I. Brocos 1890

Fue decano de la Facultad de Farmacia y posteriormente rector de la Universidad Central (actual Universidad Complutense de Madrid).

### Académico
Fue miembro de varias academias. De la Real Academia de Ciencias Exactas, Físicas y Naturales desde 1887, de la Real Academia de Medicina, desde 1906 y de la Real Academia Nacional de Farmacia desde 1908.
En 1920, siendo el presidente de la Academia de Farmacia, decidió solicitar para ella el título de Real, que había perdido en los avatares del convulso siglo XIX. Fue además, decano, rector y otras dignidades académicas universitarias en la Universidad Central de Madrid.

## Obras (libros y artículos)
- 1887: La Nueva Química
- 1892: Los metalúrgicos españoles en América (conferencia pronunciada el 7 de marzo de 1892 en el Ateneo de Madrid)
- 1893: Jovellanos. Ensayo Dramático-Histórico (Madrid. Imprenta de Fortanet, Calle Libertad, 29)
- 1894: La Evolución en la Química
- 1900: El Manganeso en los abonos (artículo)
- 1903: La complejidad farmacológica en la prescripción médica (conferencia)
- 1904: La fermentación alcohólica de la glicerina (artículo)
- 1905: Acción de la quinina y la pilocarpina sobre las oxidasas (artículo)
- 1906: Examen de una supuesta incompatibilidad de los calomelanos (artículo)
- 1906: Farmacodinamia de las modificaciones de la oxidación orgánica (discurso)
- 1908: Análisis Físico-Químico y Biológico de las Aguas de Carslbad (trabajo encargado; antes había hecho el correspondiente a Mondariz)
- 1908: La alimentación nitrogenada (conferencia)
- 1910: Perfeccionamiento de la alimentación albuminoidea (comunicación al congreso de Higiene y Alimentación)
- 1911: Proceso químico de la formación del glóbulo rojo (conferencia)
- 1915: Metabolismo de la célula autónoma y de la célula asociada (conferencia)
- 1915: Estado actual de los problemas y métodos de la clínica biológica (conferencia)
- 1917: Síntesis bioquímica (artículo)
- 1920: Filogenia de la molécula albuminodea (conferencia)
- 1921: Estudio farmacológico de la Salicaria (comunicación)
- 1921: El Reactivo bioquímico («Mi Testamento profesional») (discurso de entrada en la Real Academia Nacional de Medicina)
- 1922: El trabajo del riñón y las glucosurias (artículo)
- 1923: Anoxihemias por intoxicación (conferencia)
- 1924: La Ureogénesis (conferencia)
- 1926: El fósforo en la vida (conferencia)
- 1926: La formación de la materia viva (conferencia)
- 1926: Confesiones (artículo inconcluso)

Muchos de sus trabajos fueron además publicados en otras lenguas. Además, prologó diversas obras científicas.